# Четвертий трубопровід
Четвертий трубопровід – елемент газотранспортної системи Таїланду, який сполучає узбережжя Сіамської затоки із районами на схід та північний схід від столиці країни Бангкоку. 
Традиційно основні обсяги блакитного палива надходили до Таїланду через газопереробний завод Районг, що працює з продукцією родовищ Сіамської затоки. В 2011-му поряд з ним почав роботу термінал для імпорту ЗПГ Мап-Та-Пхут, прийнятий на якому ресурс спершу в повному обсязі спрямовували до створеної під ГПЗ Районг інфраструктури – газотранспортного коридору Районг – Бангпаконг, що сформувався унаслідок реалізації проектів Першого, Другого та Третього трубопроводів. Втім, плани суттєвого збільшення імпорту ЗПГ змусили збільшувати пропускну здатність, що спершу відбулось за рахунок спорудження Четвертого трубопроводу, який став до ладу в 2015-му.  
Четвертий трубопровід майже утричі довше, аніж згадана перед тим ділянка до Бангпаконгу, та не повторює її траси. Натомість він спершу відхиляється на схід, проходить через східну частину провінції Чачоенгсао до провінції Прачінбурі, після чого довертає на північний захід та суттєво північніше від Бангпаконгу приєднується до центральної частини газопроводу Вангной – Каенгкой. Така конфігурація дозволила як продовжувати транспортувати ресурс на схід у напрямку Каенгкой, так і подати його до важливого газового хабу Вангной по реверсованій західній ділянці.
Довжина Четвертого газопроводу 298 км, діаметр 1050 мм. Для забезпечення перекачування газу на його трасі облаштували компресорну станцію Хаохінсон, що стала до ладу в 2017 році.
Також можливо відзначити, що в 2018-му у провінції Прачінбурі почала роботу розрахована на використання природного газу ТЕЦ Gulf NC.